# Sylvain Hoyer
Pour les articles homonymes, voir Hoyer.
Sylvain Hoyer, né le 17 août 1969, est un céiste français.
Il remporte aux Championnats du monde de course en ligne de canoë-kayak de 1993 une médaille d'argent en C-2 1000 mètres avec Olivier Boivin. Il est médaillé de bronze en C-2 200 mètres aux Mondiaux de 1994, médaillé de bronze en C-4 200 mètres aux Mondiaux de 1995 et médaillé de bronze en C-4 500 mètres aux Mondiaux de 1999.